# 第89回東京優駿
第89回東京優駿（以下、日本ダービー）は、2022年5月29日に東京競馬場で施行された競馬のGI競走である。
優勝馬はドウデュースで、鞍上の武豊は史上初となる6回目の制覇となり、また53歳2ヶ月15日で歴代最年長かつ史上初となる50代でのダービー騎手の名誉を手にした。

## 出走馬の状況
皐月賞からは、優先出走権を得た上位5頭を始め、前年のホープフルステークスを制したキラーアビリティ等、合計12頭が参戦した。
その他トライアル競走で優先出走権を得た3頭も参戦し、毎日杯を制しデビュー3連勝のピースオブエイトや、京都新聞杯をレコードで駆け抜けたアスクワイルドモアが参戦を決めた。
また、 NHKマイルカップ2着のマテンロウオリオンが参戦を決めたことにより、収得賞金で並んでいた、皐月賞で7着に敗れたジャスティンロックとサウジアラビアRC勝ち馬コマンドラインの2頭が抽選対象となった。1/2の抽選の結果、ジャスティンロックが抽選を突破し、出走18頭が決定した。

### トライアル競走の結果

#### 第82回皐月賞GI
- 中山・2000mで実施[4]。

- 5着以内に優先出走権が与えられる。

※性齢は全て3歳牡馬。
| 着順 | 人気 | 競走馬名           | 騎手       | タイム | 着差  | ダービーへの出否 |
| ---- | ---- | ------------------ | ---------- | ------ | ----- | ---------------- |
| 1着  | 5    | ジオグリフ         | 福永祐一   | 1:59.7 |       | 出走             |
| 2着  | 3    | イクイノックス     | C.ルメール | 1:59.8 | 1     | 出走             |
| 3着  | 1    | ドウデュース       | 武豊       | 2:00.0 | 1 1/4 | 出走             |
| 4着  | 2    | ダノンベルーガ     | 川田将雅   | 2:00.0 | クビ  | 出走             |
| 5着  | 6    | アスクビクターモア | 田辺裕信   | 2:00.1 | クビ  | 出走             |
| 6着  | 8    | オニャンコポン     | 菅原明良   | 2.00.1 | クビ  | 出走             |
| 7着  | 10   | ジャスティンロック | 戸崎圭太   | 2.00.3 | 3/4   | 出走             |
| 8着  | 16   | ラーグルフ         | 丸田恭介   | 2.00.3 | クビ  |                  |
| 9着  | 9    | ジャスティンパレス | M.デムーロ | 2.005  | 1 1/4 | 出走             |
| 10着 | 15   | ダンデスヴュー     | 吉田隼人   | 2.00.5 | ハナ  |                  |
| 11着 | 13   | ビーアストニッシド | 和田竜二   | 2.00.5 | クビ  | 出走             |
| 12着 | 14   | マテンロウレオ     | 横山典弘   | 2.00.5 | クビ  | 出走             |
| 13着 | 4    | キラーアビリティ   | 横山武史   | 2.00.6 | 1/2   | 出走             |
| 14着 | 12   | ボーンディスウェイ | 石橋脩     | 2.00.7 | クビ  |                  |
| 15着 | 17   | グランドライン     | 三浦皇成   | 2.00.9 | 1 1/4 |                  |
| 16着 | 7    | デシエルト         | 岩田康誠   | 2.01.3 | 2 1/2 | 出走             |
| 17着 | 11   | サトノヘリオス     | 岩田望来   | 2.01.7 | 2 1/2 |                  |
| 18着 | 18   | トーセンヴァンノ   | 木幡巧也   | 2.02.7 | 6     |                  |

#### 第29回テレビ東京杯青葉賞GII
- 東京・2400mで実施[5]。
- 2着以内に優先出走権が与えられる。

※性齢は全て3歳牡馬。
| 着順 | 競走馬名           | 騎手     | タイム | 着差 | ダービーへの出否 |
| ---- | ------------------ | -------- | ------ | ---- | ---------------- |
| 1着  | プラダリア         | 池添謙一 | 2.24.2 |      | 出走             |
| 2着  | ロードレゼル       | 川田将雅 | 2.24.3 | 1/2  | 出走             |
| 3着  | エターナルビクトリ | 武豊     | 2.24.4 | 1/2  |                  |

#### プリンシパルステークスL
- 東京・2000mで実施[6]。
- 1着馬に優先出走権が与えられる。

| 着順 | 競走馬名           | 騎手     | タイム | 着差   | ダービーへの出否 |
| ---- | ------------------ | -------- | ------ | ------ | ---------------- |
| 1着  | セイウンハーデス   | 幸英明   | 1.59.0 |        | 出走             |
| 2着  | キングズパレス     | 松岡正海 | 1.59.1 | 1/2    |                  |
| 3着  | マイネルクリソーラ | 柴田大知 | 1.59.1 | アタマ |                  |

### その他の前哨戦の結果

#### 第27回NHKマイルカップGI
- 東京・1600mで実施[7]。

| 着順 | 競走馬名           | 性齢 | 騎手     | タイム | 着差 | ダービーへの出否 |
| ---- | ------------------ | ---- | -------- | ------ | ---- | ---------------- |
| 1着  | ダノンスコーピオン | 牡3  | 川田将雅 | 1.32.3 |      |                  |
| 2着  | マテンロウオリオン | 牡3  | 横山典弘 | 1.32.3 | クビ | 出走             |
| 3着  | カワキタレブリー   | 牡3  | 菅原明良 | 1.32.4 | クビ |                  |

#### 第70回京都新聞杯GII
- 中京・2200mで実施[8]。

※性齢は全て3歳牡馬。
| 着順 | 競走馬名           | 騎手     | タイム  | 着差  | ダービーへの出否 |
| ---- | ------------------ | -------- | ------- | ----- | ---------------- |
| 1着  | アスクワイルドモア | 岩田望来 | R2.09.5 |       | 出走             |
| 2着  | ヴェローナシチー   | 酒井学   | 2.09.6  | 1/2   |                  |
| 3着  | ボルドグフーシュ   | 松田大作 | 2.09.8  | 1 1/4 |                  |

##### 第69回毎日杯GIII
- 阪神・1800mで実施[9]。

※性齢は全て3歳牡馬。
| 着順 | 競走馬名         | 騎手     | タイム | 着差 | ダービーへの出否 |
| ---- | ---------------- | -------- | ------ | ---- | ---------------- |
| 1着  | ピースオブエイト | 藤岡佑介 | 1.47.5 |      | 出走             |
| 2着  | ベジャール       | 藤岡康太 | 1.47.6 | 3/4  |                  |
| 3着  | ドゥラドーレス   | 戸崎圭太 | 1.47.7 | 1/2  |                  |

### 人気
皐月賞上位4頭で人気を分け合い、4番人気のジオグリフが単勝5.9倍と、一桁台の支持を集めたのに対して、5番人気のプラダリアが単勝20.7倍と大きく離れる人気となった。1番人気は当日まで変動を繰り返したが、最終的にダノンベルーガが3.5倍で1番人気、イクイノックスが3.8倍 、ドウデュースが4.2倍と続いた。

## 出走馬・枠順
2022年5月29日 第2回東京開催12日目 第11競走
コース芝 2,400m （Cコース）
天気晴、馬場状態: 良、発走: 15時40分
※全頭とも性齢は「牡3歳」、斤量は57kg。
| 枠番 | 馬番 | 競走馬名           | 騎手                 | 騎乗回数       | 調教師     | 馬主                     | 単勝人気 | 単勝人気 | 馬体重 [kg] |
| 枠番 | 馬番 | 競走馬名           | 騎手                 | 騎乗回数       | 調教師     | 馬主                     | オッズ   | 人気     | 馬体重 [kg] |
| ---- | ---- | ------------------ | -------------------- | -------------- | ---------- | ------------------------ | -------- | -------- | ----------- |
| 1    | 1    | アスクワイルドモア | 岩田望来             | 初騎乗         | 藤原英昭   | 廣崎利洋HD（株）         | 60.3     | 13       | 464         |
| 1    | 2    | セイウンハーデス   | 幸英明               | 9年ぶり9回目   | 橋口慎介   | 西山茂行                 | 150.0    | 16       | 472         |
| 2    | 3    | アスクビクターモア | 田辺裕信             | 5年連続8回目   | 田村康仁   | 廣崎利洋HD（株）         | 24.7     | 7        | 472         |
| 2    | 4    | マテンロウレオ     | 横山和生             | 初騎乗         | 昆貢       | 寺田千代乃               | 198.7    | 18       | 476         |
| 3    | 5    | ピースオブエイト   | 藤岡佑介             | 2年連続8回目   | 奥村豊     | （有）シルクレーシング   | 59.4     | 12       | 460         |
| 3    | 6    | プラダリア         | 池添謙一             | 5年連続13回目  | 池添学     | 名古屋友豊（株）         | 20.7     | 5        | 458         |
| 4    | 7    | オニャンコポン     | 菅原明良             | 初騎乗         | 小島茂之   | 田原邦男                 | 24.2     | 6        | 468         |
| 4    | 8    | ビーアストニッシド | 和田竜二             | 3年連続11回目  | 飯田雄三   | 村中徹                   | 182.3    | 17       | 462         |
| 5    | 9    | ジャスティンパレス | ミルコ・デムーロ     | 8年連続10回目  | 杉山晴紀   | 三木正浩                 | 43.1     | 10       | 448         |
| 5    | 10   | マテンロウオリオン | 横山典弘             | 3年連続25回目  | 昆貢       | 寺田千代乃               | 40.6     | 9        | 484         |
| 6    | 11   | ジャスティンロック | 松山弘平             | 3年連続7回目   | 吉岡辰弥   | 三木正浩                 | 87.3     | 14       | 486         |
| 6    | 12   | ダノンベルーガ     | 川田将雅             | 12年連続16回目 | 堀宣行     | （株）ダノックス         | 3.5      | 1        | 494         |
| 7    | 13   | ドウデュース       | 武豊                 | 12年連続33回目 | 友道康夫   | （株）キーファーズ       | 4.2      | 3        | 490         |
| 7    | 14   | デシエルト         | 岩田康誠             | 4年ぶり13回目  | 安田隆行   | （株）ラ・メール         | 90.4     | 15       | 512         |
| 7    | 15   | ジオグリフ         | 福永祐一             | 20年連続23回目 | 木村哲也   | （有）サンデーレーシング | 5.9      | 4        | 492         |
| 8    | 16   | キラーアビリティ   | 横山武史             | 2年連続3回目   | 斉藤崇史   | （有）キャロットファーム | 33.4     | 8        | 460         |
| 8    | 17   | ロードレゼル       | ダミアン・レーン     | 2年ぶり3回目   | 中内田充正 | （株）ロードホースクラブ | 54.5     | 11       | 506         |
| 8    | 18   | イクイノックス     | クリストフ・ルメール | 3年連続7回目   | 木村哲也   | （有）シルクレーシング   | 3.8      | 2        | 484         |

- 岩田望来・横山和生・菅原明良の3騎手はダービー初騎乗

## レース展開
スタートは10番マテンロウオリオンと11番ジャスティンロックがやや出負けし、後方からの競馬に。その他は揃ったスタートを見せた。外枠からデシエルトがハナを主張し、その後にアスクビクターモア、ピースオブエイトが続いた。人気の4頭は中団から後方に控えた。
向こう正面でも依然先頭はデシエルトで、1000m58秒9のハイペースで逃げを打つ。アスクビクターモアやプラダリアは先団で追走し、ジオグリフ、ダノンベルーガ、オニャンコポンの3頭が中団で並ぶような格好で位置どる。3頭の後方にドウデュースがつけ、イクイノックスは皐月賞とは異なり後方3番手の位置をとった。
そして4コーナーを曲がり、最後の直線を迎える。早くもアスクビクターモアがデシエルトを捉え先頭に立つと、その後ろでダノンベルーガ、プラダリア、ドウデュース等が位置を取る。アスクビクターモアが懸命に粘るが、後方で機を伺っていたドウデュースが末脚を繰り出し、残り200mで先頭を捕らえた。そのままドウデュースは、大外から上がり最速の末脚で突っ込んできたイクイノックスをクビ差で凌ぎ切りゴールした。タイムは2.21.9で、前年にシャフリヤールが記録したダービーレコードを0.6秒更新した。
3着には直線粘ったアスクビクターモアが入線。1番人気ダノンベルーガは内から伸びるも4着、2冠を目指すジオグリフは直線伸びず7着に敗れた。

## 結果・払戻金

### 順位表
| 着順 | 枠番 | 馬番 | 馬名               | タイム  | 上3F | 着差 （馬身） |
| ---- | ---- | ---- | ------------------ | ------- | ---- | ------------- |
| 1    | 7    | 13   | ドウデュース       | R2:21.9 | 33.7 | ―             |
| 2    | 8    | 18   | イクイノックス     | 2:21.9  | 33.6 | クビ          |
| 3    | 2    | 3    | アスクビクターモア | 2:22.2  | 35.3 | 2             |
| 4    | 6    | 12   | ダノンベルーガ     | 2:22.3  | 34.3 | クビ          |
| 5    | 3    | 6    | プラダリア         | 2:22.8  | 35.2 | 3             |
| 6    | 8    | 16   | キラーアビリティ   | 2:22.9  | 34.5 | 3/4           |
| 7    | 7    | 15   | ジオグリフ         | 2:22.9  | 34.9 | ハナ          |
| 8    | 4    | 7    | オニャンコポン     | 2:23.0  | 35.0 | 1/2           |
| 9    | 5    | 9    | ジャスティンパレス | 2:23.2  | 35.4 | 1.1/4         |
| 10   | 4    | 8    | ビーアストニッシド | 2:23.5  | 36.2 | 1.3/4         |
| 11   | 1    | 2    | セイウンハーデス   | 2:23.9  | 36.4 | 2.1/2         |
| 12   | 1    | 1    | アスクワイルドモア | 2:24.0  | 36.2 | 3/4           |
| 13   | 2    | 4    | マテンロウレオ     | 2:24.0  | 36.2 | ハナ          |
| 14   | 8    | 17   | ロードレゼル       | 2:24.0  | 36.5 | ハナ          |
| 15   | 7    | 14   | デシエルト         | 2:24.0  | 37.3 | クビ          |
| 16   | 6    | 11   | ジャスティンロック | 2:24.7  | 36.0 | 4             |
| 17   | 5    | 10   | マテンロウオリオン | 2:25.9  | 37.2 | 7             |
| 18   | 3    | 5    | ピースオブエイト   | 2:29.1  | 41.7 | 大差          |

### 制裁
- ジャスティンパレスに騎乗したミルコ・デムーロは、最後の直線で内側に斜行したため過怠金5万円を科された（被害馬：ロードレゼル、ピースオブエイト）。

### 払戻金
|        | 馬番／枠番  | 人気 | 金額（円） |
| ------ | ----------- | ---- | ---------- |
| 単勝   | 13          | 3    | 420        |
| 複勝   | 13          | 2    | 160        |
| 複勝   | 18          | 1    | 150        |
| 複勝   | 3           | 6    | 410        |
| 枠連   | 7 - 8       | 1    | 420        |
| 馬連   | 13 - 18     | 3    | 730        |
| 馬単   | 13 → 18     | 4    | 1,440      |
| ワイド | 13 - 18     | 2    | 340        |
| ワイド | 3 - 13      | 7    | 1,120      |
| ワイド | 3 - 18      | 12   | 1,390      |
| 3連複  | 3 - 13 - 18 | 10   | 4,570      |
| 3連単  | 13 → 18 → 3 | 33   | 15,770     |

## エピソード
- 発走前の国歌独唱は演歌歌手の石川さゆりが担当した。また、発走のファンファーレは陸上自衛隊中央音楽隊が務めた。
- 前述の通り、武豊は2013年のキズナ以来、9年ぶり史上最多となる6度目の、また史上初となる50代でのダービー制覇を果たした。GIは79勝目、重賞は349勝目、中央競馬では通算4349勝目。
- 朝日杯フューチュリティステークス（旧:朝日杯3歳ステークス）優勝馬によるクラシック制覇はロゴタイプ（2013年皐月賞）以来9年ぶりで、阪神競馬場で行われるようになってからは初めて。当該馬の日本ダービー制覇は1994年のナリタブライアン以来28年ぶり。
- 友道康夫調教師は2016年のマカヒキ以来となる3度目のダービー制覇。
- 同レース後、前述の高速決着となったレースの影響か、ジオグリフ、マテンロウレオに骨折が確認され、2着に敗れたイクイノックスも、左前脚に屈腱炎に近い腫れの症状が確認された[12][13][14]。
- この競走では前年に打ち立てられたレコードタイムを更に0.6秒更新したが、更新幅としては第71回優勝馬キングカメハメハの2.0秒に次ぐグレード制導入後2位タイとなっている[注 2]
- 後に殿堂入りするイクイノックスにとって、結果的にこの競走が最後に敗れたレースとなった。
- 故障により早期引退したロードレゼルを除き、最終的に出走18頭中17頭が重賞馬となり、歴代でも屈指の好メンバーが揃ったダービーとみなされている[15]。
  - 引退するまでにドウデュースはGⅠ5勝、イクイノックスはGⅠ6勝を挙げているが、ダービー1・2着馬が共にGⅠ級3勝以上を挙げて引退した例は1956年（第23回）[注 3]以来2度目となる
  - アスクビクターモアも後に菊花賞を制しており、ダービー1・2・3着馬が後にGⅠ級競走を制した例は1973年（第40回）[注 4]・2010年（第77回）[注 5]以来3度目となる

## テレビ・ラジオ中継
本レースのテレビ・ラジオ放送実況担当者並びに放送体制。NHK職員の勤務局並びに民放各社社員の役職、その他出演者の肩書はレース当時のもの。
- 日本放送協会（NHK、NHK競馬中継）
  - 実況：高木修平（協会本部・メディア総局アナウンス室、2年ぶり2回目）
  - 番組司会：稲垣秀人（大津放送局）
  - パドック実況：大坂敏久（名古屋放送局）
  - 解説：鈴木康弘（日本調教師会名誉会長）[注 6]
- ラジオNIKKEI（含・グリーンチャンネル・BS11（後述）[注 7]）
  - 実況：小塚歩（東京本社スポーツ情報部担当部長、3年連続3回目）
- フジテレビ（みんなのKEIBA）
  - 実況：倉田大誠（編成局アナウンス室副部長・日本ダービー初実況）
  - 解説：松本ヒロシ（競馬エイト・トラックマン）
  - パドック実況：上中勇樹
  - 勝利騎手インタビュー：谷岡慎一
  - 番組司会：DAIGO、佐野瑞樹（アナウンス室バラエティ担当局次長）、堤礼実
  - スタジオ解説：井崎脩五郎[注 8]、細江純子[注 6]
  - 番組内ゲスト：長沢まさみ、見上愛（ともに俳優、2022年JRA年間プロモーションキャラクター）[注 9]
- ニッポン放送（土田晃之 日曜のへそ・第2部）
  - 実況：清水久嗣（編成局スポーツ部契約）
- アール・エフ・ラジオ日本（ラジオ日本日曜競馬実況中継）
  - 実況：矢田雄二郎
- TBSラジオ（爆笑問題の日曜サンデー『田中裕二のサンデー競馬小僧』）
  - 実況：小笠原亘（TBSテレビエキスパート部次長）
- 文化放送（鷲崎健のヒマからぼたもち『ウマ崎健』）
  - 実況：高橋将市
  - ゲスト：ニシダ（ラランド）
  - リポーター：多和田弓子
- MBSラジオ（GOGO競馬サンデー!）
  - 実況：来栖正之（MBSラジオ総合編成局）
  - コメンテーター：佐藤哲三

他局・系列局利用社局
- BSフジ（BSスーパーKEIBA）
  - 番組司会：青嶋達也（フジテレビ編成局アナウンス室スポーツ統括担当部長）、小澤陽子
  - 番組内ゲスト：山本昌（元プロ野球選手）
  - 解説：吉田均（競馬エイト）
- 東海テレビ（KEIBA BEAT）
  - 番組司会：蛍原徹、国生千代（東海テレビアナウンサー）
  - 番組内ゲスト：柴田阿弥（フリーアナウンサー、元SKE48、元テレビ東京『ウイニング競馬』アシスタント）
  - 解説：黒柳勝博（中日スポーツ）
- NST新潟総合テレビ（NSTみんなのKEIBA）
  - 番組司会：関田将人（新潟住みます芸人）・松尾和泉（NSTアナウンサー）
  - 番組内ゲスト：Lynn（声優）
  - 解説：漆山貴禎（サンケイスポーツ）、翔太郎（競馬エイト）
- BS11（BSイレブン競馬中継）[注 10][注 7]
  - 番組司会：東幹久（俳優）、宮島咲良（フリーアナウンサー）
  - アシスタントアナウンサー：小林雅巳（ラジオNIKKEI東京本社嘱託）
  - スタジオ解説：大上賢一郎（スポーツ報知）
  - パドック解説
    - （東京）吉岡哲哉（競馬ブック）
    - （中京）日比野正吾（研究ニュース）
- グリーンチャンネル（中央競馬全レース中継午後の部）[注 7]
  - 番組司会：伊藤政昭、栗林さみ
  - ゲスト解説：中村均（元JRA調教師）[注 8]
  - パドック解説
    - （東京）加藤剛史（馬サブロー）
    - （中京）小宮邦裕（研究ニュース）
    - （新潟）山崎啓介（優馬）